# Oskar Freysinger

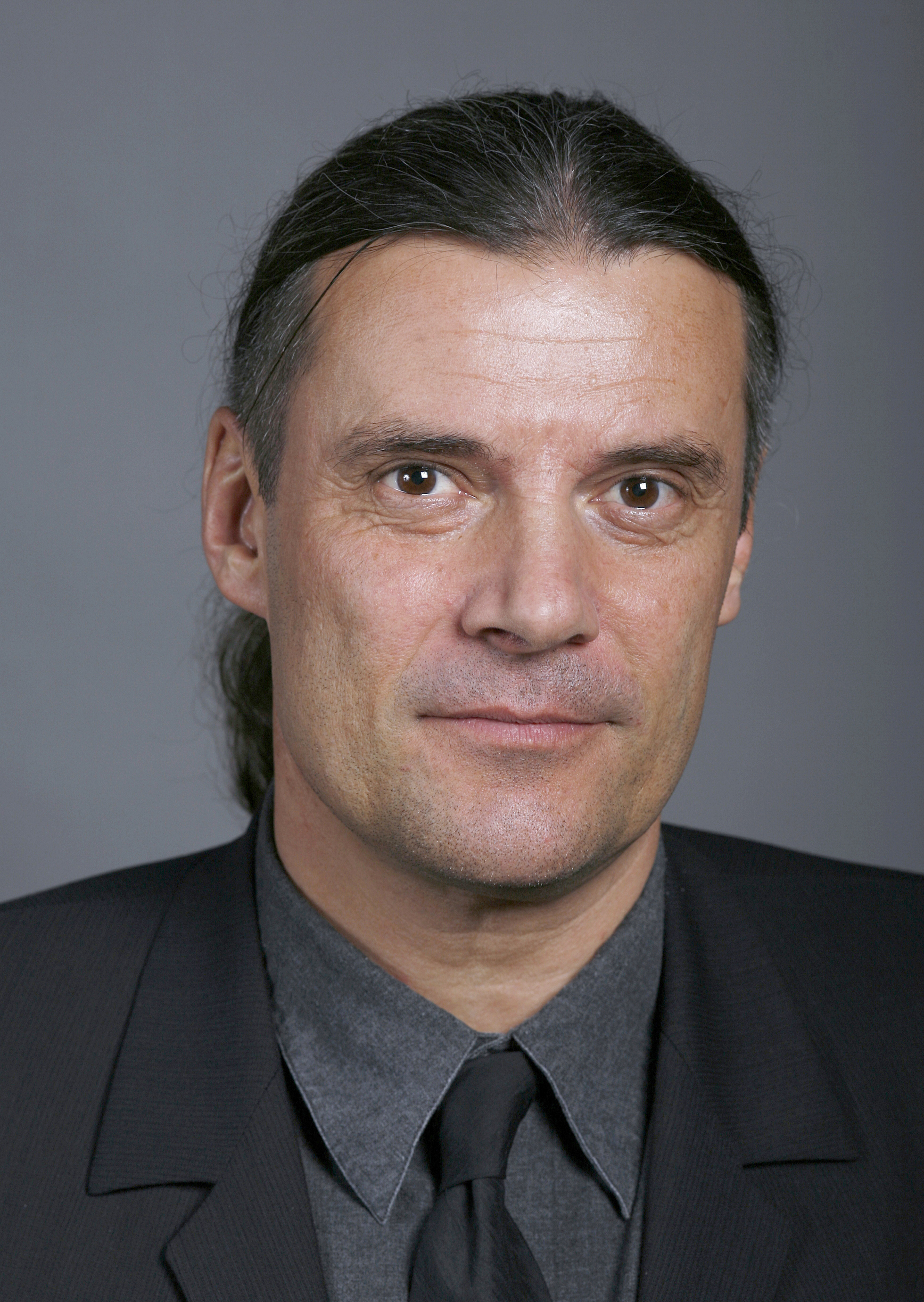
Oskar Freysinger

Oskar Freysinger (Sierre, Zwitserland, 12 juni 1960) is een Zwitserse politicus en sinds 2003 namens de Zwitserse Volkspartij lid van het Zwitserse parlement, de Nationale Raad. Freysinger is tevens dichter en schrijver.
Freysinger was een van de volksvertegenwoordigers die aan de basis lagen van het referendum in 2009 over de bouw van minaretten in Zwitserland.
Op 29 november 2009 stemde een ruime meerderheid van de Zwitsers (57,5%) met Freysinger tegen de bouw van minaretten.
Sinds mei 2013 is hij minister van onderwijs van het kanton Wallis.

## Publicaties
- Brüchige Welten (2004, korte verhalen)
- Outres pensées (2005, gedichten)
- Die Schachspirale (2006, roman)
- Le nez dans le soleil (2009, roman)
- Quesada (2010, musical)